# Municipio de Tarkio (Iowa)
El municipio de Tarkio (en inglés: Tarkio Township) es un municipio ubicado en el condado de Page en el estado estadounidense de Iowa. En el año 2010 tenía una población de 208 habitantes y una densidad poblacional de 2,25 personas por km².

## Geografía
El municipio de Tarkio se encuentra ubicado en las coordenadas 40°46′16″N 95°12′49″O / 40.77111, -95.21361. Según la Oficina del Censo de los Estados Unidos, el municipio tiene una superficie total de 92.41 km², de la cual 92,41 km² corresponden a tierra firme y (0 %) 0 km² es agua.

## Demografía
Según el censo de 2010, había 208 personas residiendo en el municipio de Tarkio. La densidad de población era de 2,25 hab./km². De los 208 habitantes, el municipio de Tarkio estaba compuesto por el 98,56 % blancos, el 0,48 % eran amerindios y el 0,96 % eran de una mezcla de razas. Del total de la población el 0 % eran hispanos o latinos de cualquier raza.